# 150 a.C.
Il 150 a.C. (CL a.C. in numeri romani) è un anno  del II secolo a.C.

## Eventi
- Tito Quinzio Flaminino, Manio Acilio Balbo diventano consoli della Repubblica romana.
- Alessandro I Bala e Tolomeo VI si alleano: Alessandro sposa Cleopatra Tea, figlia di Tolomeo

## Nati
- Zenone di Sidone, filosofo greco antico († 75 a.C.)

## Morti
- Demetrio I Sotere, sovrano
- Laodice V, principessa greca antica
- Mitridate IV del Ponto, re